# Screen Actors Guild Award voor een uitstekende prestatie door een stuntteam in een televisieserie
De Screen Actors Guild Award voor een uitstekende prestatie door een stuntteam in een televisieserie (Engels: Outstanding Performance by a Stunt Ensemble in a Television Series) wordt sinds 2007 uitgereikt. Het stuntteam van 24 mocht de prijs als eerste in ontvangst nemen.

## Winnaars en genomineerden
De winnaars staan bovenaan in vette letters. De overige series die werden genomineerd staan eronder vermeld in alfabetische volgorde.

### 2007-2009
- 2007 (14e): 24
  - Heroes
  - Lost
  - Rome
  - The Unit
- 2008 (15e): Heroes
  - The Closer
  - Friday Night Lights
  - Prison Break
  - The Unit
- 2009 (16e): 24
  - The Closer
  - Dexter
  - Heroes
  - The Unit

### 2010-2019
- 2010 (17e): True Blood
  - Burn Notice
  - CSI: NY
  - Dexter
  - Southland
- 2011 (18e): Game of Thrones
  - Dexter
  - Southland
  - Spartacus: Gods of the Arena
  - True Blood
- 2012 (19e): Game of Thrones
  - Boardwalk Empire
  - Breaking Bad
  - Sons of Anarchy
  - The Walking Dead
- 2013 (20e): Game of Thrones
  - Boardwalk Empire
  - Breaking Bad
  - Homeland
  - The Walking Dead
- 2014 (21e): Game of Thrones
  - 24: Live Another Day
  - Boardwalk Empire
  - Homeland
  - Sons of Anarchy
  - The Walking Dead
- 2015 (22e): Game of Thrones
  - The Blacklist
  - Homeland
  - Daredevil
  - The Walking Dead
- 2016 (23e): Game of Thrones
  - Daredevil
  - Luke Cage
  - The Walking Dead
  - Westworld
- 2017 (24e): Game of Thrones
  - GLOW
  - Homeland
  - Stranger Things
  - The Walking Dead
- 2018 (25e): GLOW
  - Marvel's Daredevil
  - Tom Clancy's Jack Ryan
  - The Walking Dead
  - Westworld
- 2019 (26e): Game of Thrones
  - GLOW
  - Stranger Things
  - The Walking Dead
  - Watchmen

### 2020-2029
- 2020 (27e): The Mandalorian
  - The Boys
  - Cobra Kai
  - Lovecraft Country
  - Westworld
- 2021 (28e): Squid Game
  - Cobra Kai
  - The Falcon and the Winter Soldier
  - Loki
  - Mare of Easttown
- 2022 (29e): Stranger Things
  - Andor
  - The Boys
  - House of the Dragon
  - The Lord of the Rings: The Rings of Power
- 2023 (30e): The Last of Us
  - Ahsoka
  - Barry
  - Beef
  - The Mandalorian
- 2024 (31e): Shōgun
  - The Boys
  - Fallout
  - House of the Dragon
  - The Penguin